# 重氮偶联反应
重氮偶联反应是芳香重氮鹽類和電荷密度高的芳香族化合物發生偶联反应生成偶氮化合物的反应。因為芳香重氮鹽類上帶正電的重氮基在芳香族化合物電荷密度夠大時可以被苯環上的電荷攻擊，行芳香族取代反應。

## 影響反應的因素
1. 芳香重氮鹽類：因為芳香重氮鹽類中苯環電荷密度越低，會連帶影響重氮基上正電和大小（即：誘導效應）所以芳香重氮鹽類中的苯環若是接越多拉電子基，就會有利反應的進行。
2. 芳香族化合物：反之和芳香重氮鹽類反應的芳香族化合物，為了要以苯環上的電子攻擊重氮基，因此苯環上需要有較多的電子，所以接越多推電子基，就會有利反應的進行。
3. 酸鹼值：接近中性反應性最好。

## 應用
- 偶氮染料的合成，例如甲基橙。
- 磺胺類藥物的合成，例如百浪多息。